# Trah
Trah – drobna moneta cynowa bita w latach 1809–1846 w sułtanacie Kedah na Półwyspie Malajskim.